# Ichoria demona
Ichoria demona är en fjärilsart som beskrevs av Druce 1897. Ichoria demona ingår i släktet Ichoria och familjen björnspinnare. Inga underarter finns listade i Catalogue of Life.